# Єртоф
Єртоф (рум. Iertof) — село у повіті Караш-Северін в Румунії. Входить до складу комуни Врань.
Село розташоване на відстані 367 км на захід від Бухареста, 43 км на південний захід від Решиці, 86 км на південь від Тімішоари.

## Населення
За даними перепису населення 2002 року у селі проживали 142 особи.
Національний склад населення села:
| Національність | Кількість осіб | Відсоток |
| -------------- | -------------- | -------- |
| румуни         | 109            | 76,8%    |
| цигани         | 33             | 23,2%    |

Рідною мовою назвали:
| Мова      | Кількість осіб | Відсоток |
| --------- | -------------- | -------- |
| румунська | 109            | 76,8%    |
| циганська | 33             | 23,2%    |